# ユト・アステカ語族
ユト・アステカ語族 (Uto-Aztecan、ウト・アステカ語族とも)とは、アメリカ先住民の語族（アメリカ・インディアン諸語）のひとつである。アメリカ大陸で最大かつもっとも明確な言語集団のひとつとされる。
ユト・アステカ語族は、アメリカ西部にあたる「大盆地（Great Basin）」地方、すなわち、オレゴン州、アイダホ州、モンタナ州、ユタ州、カリフォルニア州、ネバダ州、アリゾナ州から
メキシコ西部および中部、南部の一部、すなわちソノラ州、チワワ州、ナヤリット州、ドゥランゴ州、ハリスコ州、ミチョアカン州、ゲレロ州、サン・ルイス・ポトシ州、イダルゴ州、プエブラ州、ベラクルス州、モレーロス州、メキシコ州、さらには中央アメリカの一部（エルサルバドルのピピル族や滅亡してしまったが、グアテマラ、ホンジュラスなど）に見出すことができる。

## 分類の歴史
ユト・アステカ語族に共通する類似性はJ.C.E.ブッシュマン (Johann Karl Eduard Buschmann) によって報告されているが、ブッシュマンは、アステカ語派と北方のユト・アステカ語の遺伝的なつながりを認識することができなかった。
その代わりにアステカと接触して影響を受けた二つの部族の類似性を指摘した。ダニエル・ブリントンが、ユト・アステカ語族という概念を1891年につくって、アステカの言語がそこに位置づけられるとした。
しかしながら、ブリントンのこの考え方は議論の余地が大きかったため、パウウェルが行なった1891年の分類では、否定された。
ユト・アステカ語族は、1900年代初頭に言語学上の組織的な研究によって概念として確立された。
アルフレッド・L・クローバーは、ショーショーニー諸語（ショーショーニー族）との関係を明らかにし、エドワード・サピアは、パウウェルのいうソノラ語族とショーショーニー語族のつながりを、文字のないアメリカ先住民の言語に比較言語学の手法を適用する独創的な方法によって証明してみせた。
ユト・アステカ語族の下位範疇に関する大部分の問題は学者によって議論が分かれる。6つのグループの存在（ヌミック語派、タキック語派、ピーマ語派、タラウマラ・カイタ語派、コラ・ウィチョール語派、アステカ語派）は、広く妥当とされ受け入れられている。ほかにどのグループにも属さないトゥバトゥラバル語とホピ語がある。
これらのグループをまとめる高位のレベルについては現在も議論が分かれる。具体的にはソノラ語派（ピーマ語、タラウマラ・カイタ語、コラ・ウィチョール語）とショーショーニー語派（ヌミック語、タキック語、トゥバトゥラバル語、ホピ語）の2つに分けることが19世紀にはじめて提唱されたが、多くの研究者はそれを受け入れなかった。
ユト・アステカ語族をさらに大きな大語族の中に含めるべきだと提案する言語学者もいる。ベンジャミン・ウォーフによるユト・アステカ語族をカイオワ・タノ語族に関連付けてアステカ・タノ語族とする提案は、かつてある程度の支持を得たことがある。ライル・キャンベル及び近年の専門家の多くは、この仮説について、可能性はあるが証明がなされていないと考えている。ジョーゼフ・グリーンバーグは、きわめて問題の多いアメリンド大語族（エスキモー・アレウト語族と北米のディネを除くすべてのアメリカ先住民の言語を含む）中の1グループとして、ユト・アステカ語族、カイオワ・タノ語族、オト・マンゲ語族をまとめて中央アメリンド語派とした。メリット・ルーレン(1991)は、中央アメリンド語派は、北アメリンド語派と南アメリンド語派、およびその後のいかなる分岐よりも早く分岐したという説を提案した。

## 分布と源郷
ユト・アステカ語族の源郷は、一般的にアメリカ南西部、アリゾナ州、ニューメキシコ州、メキシコ北部のどこかであって、最初に南方語派と北方語派に分かれたと考えられてきた。ヌミック語派の源郷は、カリフォルニア州のデス・ヴァレー付近であり、南方系ユト・アステカ語は、ソノラ州南部やシナロア州北部をはじめとするメキシコ北西部に広がっていったと考えられている。

アメリカとメキシコにおけるユト・アステカ語族の現存するものと死語となったものの歴史的な分布

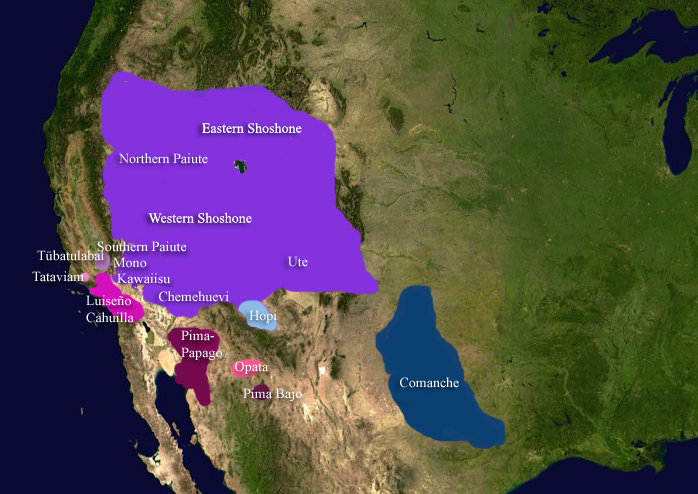

メキシコとメソアメリカにおいて現存するユト・アステカ語族の分布

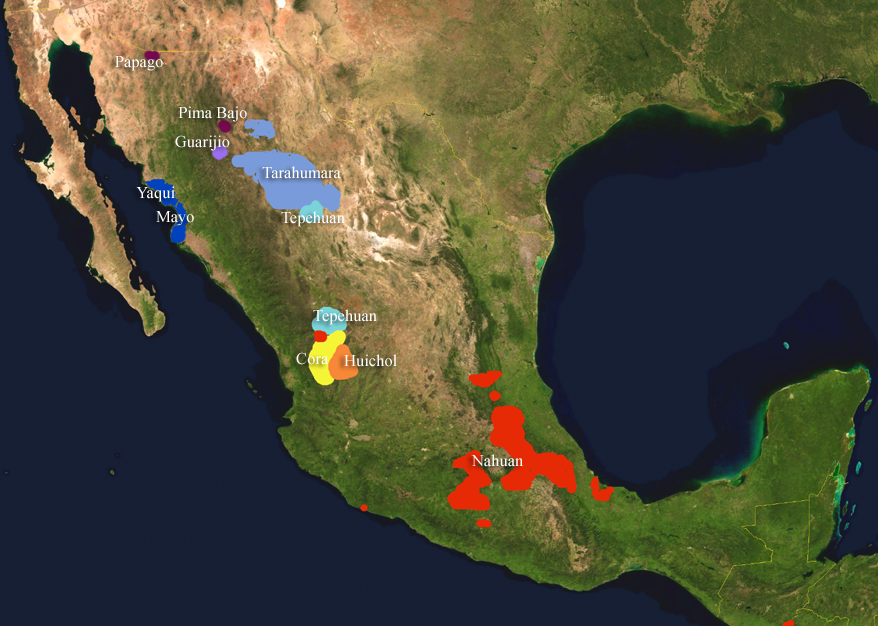

## 音韻論

### 母音
原ユト・アステカ語族は、[*i *a *u *o *ɨ]と表される風変わりな5母音体系を持っていたとされる。ラネカーが5番目の母音に[e]でなく[ɨ]を再構すべきだと主張し、どのように再構すべきか長らく論争の種になってきた。

### 子音
|        | 両唇音 | 歯茎音 | 硬口蓋音 | 軟口蓋音 | 両唇軟口蓋音 | 声門音 |
| ------ | ------ | ------ | -------- | -------- | ------------ | ------ |
| 破裂音 | [*p]   | [*t]   |          | [*k]     | [*kʷ]        | [*ʔ]   |
| 破擦音 |        | [*t͡s]  |          |          |              |        |
| 摩擦音 |        | [*s]   |          |          |              | [*h]   |
| 鼻音   | [*m]   | [*n]   |          | [*ŋ]     |              |        |
| R音    |        | [*r]   |          |          |              |        |
| 半母音 |        |        | [*j]     |          | [*w]         |        |

[*n]と[*ŋ]は、実際にはそれぞれ[*l]と[*n]だったかもしれない。

## ユト・アステカ語族の系譜
ユト・アステカ語族は、1900年代はじめ以来、単一の語族であると考えられており、8つの言語グループに下位分類されることが一般的に認められている。意見が一致しないのはどの言語変種が独立した言語であり、どれが方言にすぎないのか、および上位の分類である。 
下に掲げるのは、キャンベル(1997)、ミスン(1999)、ゴダード(1999)の意見の一致に基づく分類である。脚注では、最近のゴダード（1996）、ミラー(1983)、ミスン(1999)らの権威ある学者によって提案されている異なった解釈について述べる。彼らの間にある違いの中には、北ユト・アステカ語派および南ユト・アステカ語派と呼ばれる、より上位の分類に関するものがある。一部の言語学者は、タキック語、ヌミック語、ホピ語、トゥバトゥラバル語をまとめて、それを「北ユト・アステカ語派」することを提案した。南ユト・アステカ語派のうちでは学者によってピーマ語、タラウマラ・カイタ語、コラ・ウィチョール語をまとめてソノラ諸語とした。しかしこの分類は広い支持を得られなかった。
研究者の多くは、その代わりにピーマ語、タラウマラ・カイタ語、コラ・ウィチョール語、アステカ語に密接な関係があるとみなしている。そして、この4つの語群を「南ユト・アステカ語派」とする。この説にも批判がある。カウフマン(2001) は、コラ・ウィチョール語とアステカ語とはつながりが深いことを認めるが、ナワ語とコラ・ウィチョール語のグループが密接な接触と言語伝播を持っていた時期があったことによって説明するのがもっとも妥当であると論じた。研究者の大部分は、ユト・アステカ祖語の分岐を方言連続体の漸進的な解体の一例として見る必要があると考えている。

### 北ユト・アステカ語派
最近の多くの言語学者は、北ユト・アステカ語派と南ユト・アステカ語派の分岐の有効性を純粋に発生論的な分岐とは認めていない。彼らはユト・アステカ語族を7つから9つに独立した語派に分けるか、または南ユト・アステカ語派の存在については認めても、北ユト・アステカ語族については4つの独立した語派に置き換えるべきだと考えている。
ホピ語 
トゥバトゥラバル語 
ヌミック語 
- 中ヌミック語群 
  - コマンチェ語[8]
  - Timbisha (共通語地域とそれにつながる西部方言、中部方言[9]、東部方言 [10]がある。)
  - ショーショーニー語（英語版） (共通語地域とそれにつながる西部方言[11], Gosiute [12]、北部方言[13]、東部方言[14]がある。)
- 南ヌミック語群
  - Kawaiisu [15]
  - ユト語 (共通語地域とそれにつながるChemehuevi語[16]、南部パイユート語[17]、ウテ語[18]がある。)
- 西ヌミック語群
  - Mono (東部方言[19]と西部方言[20]がある。)
  - 北パイユート語 (共通語地域と南ネバダ方言[21]、北ネバダ方言[22]、オレゴン方言[23]、Bannock語[24]がある。)

タキック語
Serrano-Gabrielino
Serran
Serrano 
Kitanemuk † 
ガブリエリーノ語 †
Cupan
カウィーラ-クペーニョ語群
カウィラ語 
クペーニョ語† 
ルイセーニョ語 

### 南ユト・アステカ語派
ピーマ語群 (Tepiman)
パパゴ語  (パパゴ-高地ピーマ)
ピーマ語  (ピーマ-低地ピーマ)
Tepehuán languages (北部方言と南部方言がある。)
Tepecano  †
タラウマラ・カイタ語群
タラウマラ
タラウマラ語 
Guarijío  (Varihio)
Tubar  †
カイタ語  (ヤキ語-Mayo語-カイタ語)
Opatan
Ópata  †
Eudeve  †? (Heve, Dohema)
コラチョール・アステカ語群
コラ-ウィチョール
コラ語 
ウィチョール語 
原ナワ語  (アステカ、ナワ、ナワトル)
ポチュテコ語  †
核ナワ語群
ピピル語 (ナワット語) 
ナワトル語  (アステカ )
上記に掲げた言語学的に存在が確認されたもののほかに、多くのユト・アステカ語族に属すると思われる数十語に及ぶ死語が、ほとんど、あるいは全く記録されずに存在していた。
† = 死語